# Браун, Эрнесто
Эрнесто Алехандро Браун (англ. и исп. Ernesto Alejandro Brown; 7 января 1885 — 12 июля 1935) — аргентинский футболист, защитник.

## Биография
Внук шотландских эмигрантов Джеймса и Мэри Браун. Член знаменитой семьи Браунов: шестеро его братьев также были футболистами, причём четверо из них (Хорхе, Карлос,  Альфредо и Элисео) выступали за сборную Аргентины.
Большую часть профессиональной карьеры с 1902 по 1911 год провёл в клубе «Алумни». В 1912 году отыграл один сезон в составе «Кильмес». Также был игроком национальной сборной Аргентины, за которую дебютировал в возрасте 17 лет. Всего в составе сборной провёл 14 матчей и забил один гол. За свой характер и манеру игры получил прозвище El Pacifico.